# Sfax universitet
Sfax Universitet (arabiska:  جامعة صفاقس , franska: Université de Sfax) är ett tunisiskt universitet baserat i Sfax. U.S. News & World Report rankade 2016 universitetet som arabvärldens tionde främsta.